# V2EX
（的缩写）是一个网络论坛，官方自称为一个“由设计师、程序员及有创意的人参与的社区”。它的建站目的是基于兴趣，将用户创建的内容进行组织并分类成不同“节点”（类似Reddit的分类），网站以内容的活跃程度决定这些内容在网站首页的排列顺序。

## 服务
除了社区本身外，V2EX提供工作空间、DNS、图片库等服务。

### 工作空间
V2EX工作空间提供一个团队合作平台服务，以供在不同地区的同事能够利用其进行同时的协作型项目开发和管理。
服务在2017年末终止。

### 图片库
V2EX图片库提供付费的图片存储服务，可以永久存储用户上传的图像并提供外部链接服务。

### V2EX DNS
V2EX DNS 是V2EX下属的一个免费域名解析服务，通过利用特殊技术手段为用户提供性能改善，安全性增强的功能。
它提供了更快的解析速度、快捷方式、App Store 加速、智能纠错以及上网导航。
服务在2019年终止。

## 历史
刘昕在高中时期创建过网络社区，同时对社区经营和平台技术产生了兴趣。2006年3月他编写了基于PHP和MySQL的社区软件Project Babel，后在2010年重写并迁移至Google App Engine，又将该软件开源于GitHub。
2015年2月27日下午，V2EX全站HTTP协议被防火长城通过关键词屏蔽，但通过HTTPS协议仍然可以正常访问V2EX，这一屏蔽到后来其取得备案才解除。
2015年4月20日，V2EX取得ICP备案，
备案号“沪ICP备15015613号-1”，服务器移至中国大陆境内，HTTP协议可正常访问。有使用者对此表示抗議，並且要求网站方保障注册用户的个人信息安全。
2019年7月6日，在用户感到网站速度变慢后，站长正式声明网站和CDN迁回美国，ICP备案注销。
从2021年4月开始，V2EX域名再次被防火长城屏蔽。

## 事件
2011年3月11日，东日本大震灾发生后，作为V2EX站长的刘昕在该年的3月14日在自己的网站翻译 （页面存档备份，存于）了Josef Oehmen的《为什么不用担心日本的核电站》一文。被众多网站转载 。文章在V2EX点击量达到14万次。
2014年10月，GitHub Gist在中国被封锁。洛杉矶时报报道称有V2EX用户担忧GreatFire的“依附的自由”项目所用策略可能导致内容分发网络在中国大陆境内也被封锁。
2014年11月7日，一款名为WireLurker的恶意软件（病毒）在V2EX中被曝光，该软件的作者遭人肉搜索。次日，刘昕收到360公司的代理律师事务所——北京盛峰律师事务所的律师函，以侵犯隐私为由要求删除人肉曝光的内容，最终原帖被删除。该病毒主要通过麦芽地等第三方苹果应用平台对Mac设备及iOS设备进行感染。
2015年1月17日，V2EX用户报告Outlook在中国被中间人攻击。GreatFire证实了此攻击，并发文谴责。此文被路透社等媒体转载后，防火长城停止了对Outlook的攻击。 
2018年3月31日，V2EX站長將五个发布的内容关于制售假文凭的违法信息的用户的手機號碼及登入的IP地址完整公開，引起了該站的使用者對該站站長是否遵守其網站條款和該國法律（V2EX当时在中國註冊備案並且伺服器位於中國大陸）的質疑。
2024年，该站站长表示必须实行邀请码制度，目的为防止spam https://www.v2ex.com/t/1037849 （页面存档备份，存于） ，但闲鱼二手邀请码随后飙涨至80RMB一个，同时有人发现自己账号用户名被取消，原因是邮箱名字辱华，再次表明该站长立场。

## 引用
1. 1 2 3  . Solidot奇客. 2015-04-22  [2021-08-16]. （原始内容存档于2016-03-04） （中文（中国大陆））.
2. 1 2 3  Wilson Wang. . ifanr. 2010-10-14  [2014-12-18]. （原始内容存档于2019-10-10）.
3. ↑  .   [2023-03-18]. （原始内容存档于2023-06-07）.
4. ↑  xbiyy. . www.v2ex.com. 2017-11-16  [2021-08-15]. （原始内容存档于2021-08-15）.
5. ↑  . 腾讯数码. 2013年2月1日  [2014年12月22日]. （原始内容存档于2017年6月7日）.
6. ↑  . 網頁時光機. 2018-06-29  [2021-08-15]. 原始内容存档于2018-06-29.
7. ↑  . GreatFire.org.   [2015-02-27]. （原始内容存档于2022-03-02）.
8. ↑  . V2EX.   [2015-04-22]. （原始内容存档于2016-05-13） （中文（中国大陆））. 2015 年 4 月末，V2EX 将服务器迁移到了中国大陆。
9. ↑  . V2EX.   [2019-07-06]. （原始内容存档于2022-04-24） （中文（中国大陆））.
10. ↑  livid. . livid.v2ex.com. 2021-05-31  [2021-08-15]. （原始内容存档于2022-05-15） （英语）. After I started the website for nearly eleven years, V2EX finally got its special treatment from China – China blocked it for the Internet users in the mainland by SNI filtering and DNS poisoning.
11. ↑  . 科学松鼠会.   [2015-03-01]. （原始内容存档于2020-08-08）.
12. ↑  刘昕. . 2011-03-14. （原始内容存档于2021-05-06）.
13. ↑  Saen Silbert. . Los Angeles Times. 2014年11月26日  [2014年12月22日]. （原始内容存档于2022年1月14日）.
14. ↑  ooh. . www.v2ex.com. 2014-11-02  [2021-10-13]. （原始内容存档于2021-10-13）.
15. ↑  . TechWeb.   [2014-12-22]. （原始内容存档于2015-09-24）.
16. ↑  choury. . www.v2ex.com. 2015-01-17  [2015-03-01]. （原始内容存档于2020-11-26）.
17. ↑  . GreatFire.org. 2015年1月19日  [2015年3月1日]. （原始内容存档于2015年4月12日）.
18. ↑  . Reuters.com. 2015年1月19日  [2015年3月1日]. （原始内容存档于2015年3月11日）.
19. ↑  . www.solidot.org. （原始内容存档于2018-06-23）.